# Пулли, Йере
Йере Пулли (фин. Jere Pulli; род. 17 июня 1991, Финляндия) — финский хоккеист, защитник датского клуба «Рёдовре Майти Буллз», выступающего в Метал-лиге.

## Карьера
Воспитанник спортивной школу клуба SaiPa. После нескольких сезонов выступления в молодёжном чемпионате в сезоне 2010/11 дебютирует во взрослой команде.
В 2013 году перешёл в ТПС .
В СМ-Лиге провёл 128 игр, 7 игр провёл в дочерней команде, выступавшей в Местисе.
В 2014 году переехал в Усть-Каменогорск, где начал выступать за «Казцинк-Торпедо», играющее в ВХЛ. За сезон провёл 37 игр, а также две игры за дубль в чемпионате Казахстана.